# Coronoserica beata
Coronoserica beata är en skalbaggsart som beskrevs av Brenske 1902. Coronoserica beata ingår i släktet Coronoserica och familjen Melolonthidae. Inga underarter finns listade i Catalogue of Life.